# Wilhelm z Moerbeke
Wilhelm z Moerbeke (Guillelmus Morbeka) (ur. ok. 1215, zm. ok. 1286) – średniowieczny filozof i teolog, poliglota i tłumacz z greckiego na łacinę. Autor cenionych także obecnie tłumaczeń autorów greckich epoki klasycznej.

## Życiorys
Pochodził z Brabancji sądząc po istniejącej tam miejscowości o tej nazwie. Studiował w Paryżu i Kolonii, potem przebywał w Grecji i Azji Mniejszej. Był dominikaninem, spowiednikiem papieża i arcybiskupem łacińskim Koryntu. Był obecny na Drugim Soborze w Lyonie (1274), a od 1277 do śmierci w 1286 żył w Koryncie, skąd wyjeżdżał - m.in. był z misją papieską w Perugii, gdzie w 1283 napisał swój testament. Był uczniem dominikanina, Tomasza z Akwinu. Przyjaźnił się z polskim przyrodnikiem i fizykiem Witelonem, z matematykiem Janem Campanusem i z astronomem Henri Bate z Mechlin. Ten ostatni dedykował Wilhelmowi z Moerbeke swój traktat o astrolabium.

## Tłumaczenia
Przetłumaczył z greki na łacinę antyczne dzieła z zakresu matematyki, fizyki, astronomii i medycyny, mianowicie Herona z Aleksandrii i Archimedesa z komentarzami Eutokiosa (1269, podczas pobytu w Viterbo na dworze papieskim). Przetłumaczył też (prawdopodobnie na prośbę św. Tomasza z Akwinu) prace Arystotelesa i jego komentatorów, m.in. komentarz do O interpretacji Ammoniusza syna Hermiasza z Aleksandrii - czym przyczynił się do rozpowszechnienia arystotelizmu.
Tłumaczył również pisma Proklosa, mianowicie Elementy teologii (dokonane w 1268), i jego komentarz do Parmenidesa Platona stające się postawą nowego rozkwitu neoplatonizmu. Znał się z Witelonem, którego spotkał w Holandii, roztaczając opiekę nad młodym Polakiem. Witelon korzystał z tłumaczeń Wilhelma, dzięki czemu doskonale zapoznał się z ówczesną literaturą przedmiotu.
W obliczu kontrowersji otaczających błędy prawdziwe i mniemane w dostępnych ówcześnie tłumaczeniach z greckiego, zwłaszcza pism Arystotelesa, często zapośredniczonych poprzez przekłady arabskie, zasługę powściągliwości metodycznej tłumaczeń Wilhelma z Morbecke trafnie ujął XIV-wieczny wieczny erudyta, Henricus Hervodius, mówiąc o jego klasycznych już wtedy tłumaczeniach, że są dosłowne (de verbo in verbo) i bez kwiecistości.

## Wpływ na kulturę
- W Grecji z czasów piastowania przez Wilhelma z Moerbeke urzędu biskupiego w Koryncie pozostała nazwa małej wioski Merbaka położonej między Argos a Mykenami z zachowanym kościołem z późnych lat XII wieku.
- Umberto Eco w swojej powieści sensacyjno-filozoficznej Imię róży rozgrywającej się w latach 20. XIV w. ukazuje spory pomiędzy zakonnikami dotyczące Poetyki Arystotelesa, którą potępia Jorge z Burgos jako pochodzącą od „niewiernych Maurów”. Natomiast główna postać, Wilhelm z Baskerville okazuje się wiedzieć, że Poetyka jest świeżo przetłumaczona wprost z greckiego przez Wilhelma z Moerbeke.